# Enns (Fluss)
Die Enns ist ein südlicher Nebenfluss der Donau in Österreich. Sie ist mit 254 km (nach älteren Quellen 320 km) der längste Binnenfluss Österreichs und bildet im Unterlauf die Grenze der Bundesländer Ober- und Niederösterreich. Ihr mittlerer Abfluss beträgt dort über 200 m³/s, sodass schon im frühen 20. Jahrhundert einige Wasserkraftwerke erbaut wurden. Das zugehörige Tal ist das Ennstal.
Im Oberlauf fließt die Enns in einem der großen Längstäler der Ostalpen, das zugleich die geologische Grenze zwischen den Zentralalpen und den Nördlichen Kalkalpen bildet.

## Etymologie
Das älteste keltische Wort für Wasser ist isa. Im Laufe der Jahrhunderte ist die an die Flussnamen angehängte Silbe isa (Wasser) immer mehr verkürzt worden, bis letztlich nur mehr das Suffix-S verblieb. Ein gutes Beispiel dafür ist die Enns, deren Name sich aus En-Isa oder Anisa entwickelt hat, wobei sich der alte Name der Stadt Enns „Anisaburg“ widerspiegelt. Das keltische Wort OENUS/AINOS „fließendes Wasser“ ist bei dieser Namensherleitung auch von Bedeutung.
Die keltische Bezeichnung der Enns war vermutlich Anisa, was von ana: Sumpf hergeleitet wird, wie sie entlang der Enns vor allem am Oberlauf bei Schladming zu finden sind. Als römische Form wird Anisus rekonstruiert. Für das frühe Mittelalter sind Anisa, Enisa und Ensa belegt.

## Geografie

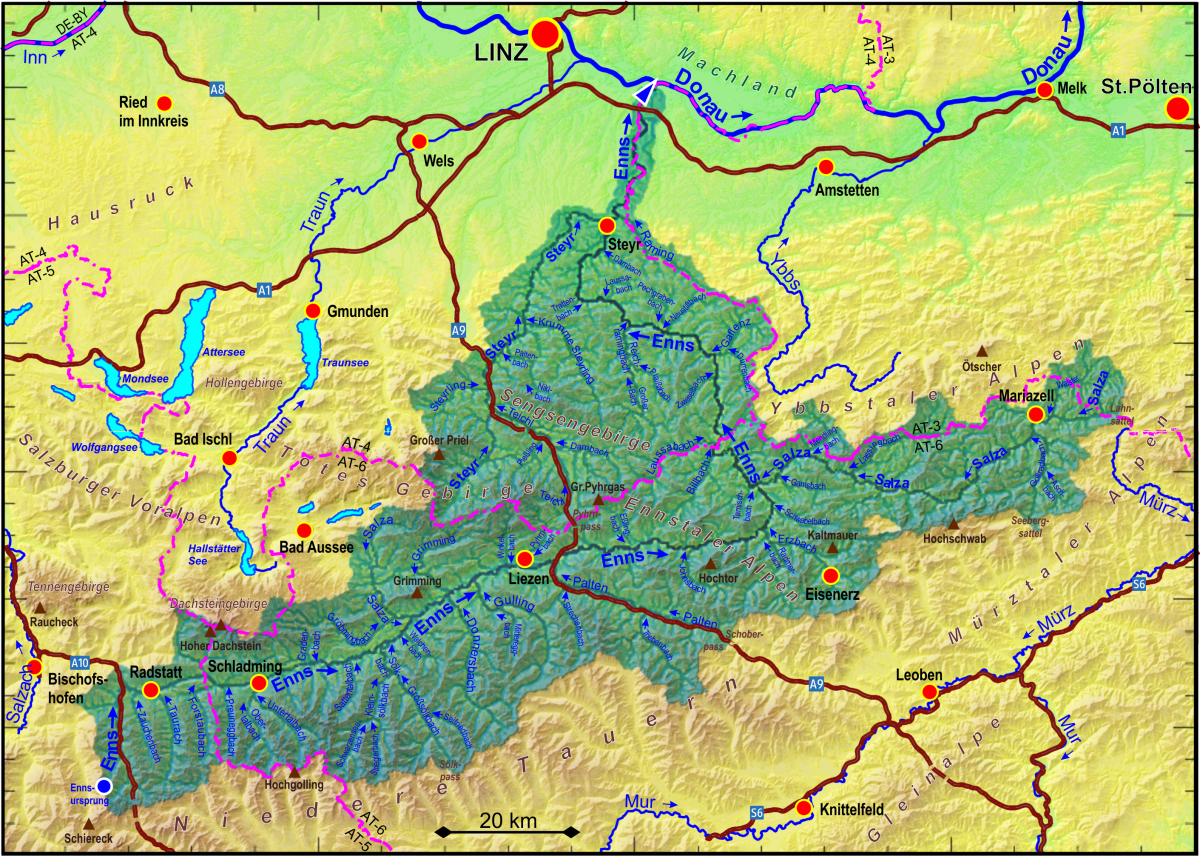
Einzugsgebiet der Enns

Die Quelle der Enns („Enns-Ursprung“) liegt im Bundesland Salzburg in den Radstädter Tauern (Niedere Tauern, Teil der Zentralalpen) am Fuß des Kraxenkogels auf rund 1750 m ü. A. Die junge, nach Nordosten abfließende Enns vereinigt sich nach etwa fünf Kilometern mit der von Südosten kommenden Pleißling und strömt durch das Flachauer Tal nordwärts, der Abdachung der Zentralalpen folgend.
Den Nordrand der Zentralalpen erreicht sie mit dem Eintritt in eine offene Tallandschaft um Altenmarkt im Pongau und Radstadt, das Altenmarkt-Radstädter Becken, wo sie nach Osten abbiegt und entlang der Grenze zwischen den Nordalpen und den Niederen Tauern in Richtung Steiermark fließt. Die im Osten des Bundeslandes Salzburg liegende Region an der oberen Enns und deren Nebenflüssen wird Ennspongau genannt. Ab dem Mandlingpass beginnt das Steirische Ennstal mit den größeren Ortschaften (von West nach Ost) Schladming, Stainach, Irdning, Liezen und Admont. Sowohl das Altenmarkt-Radstädter Becken als auch das weite Steirische Ennstal gehören zur nördlichen Längsgliederung der Ostalpen, der sogenannten Salzach-Enns-Längstalfurche. Diese folgt einer der bedeutendsten geologischen Störungen der Ostalpen, dem Salzach-Ennstal-Mariazell-Puchberg-Lineament (SEMP).
Während im Ennspongau das Landschaftsbild mit den relativ hohen Bergen der Radstädter Tauern aus Kalkstein und Verrucano südlich und den von Wald und Wiesen bedeckten Kuppen der Salzburger Schieferalpen nördlich der Enns charakteristisch ist, sind auf den folgenden 100 Kilometern durch die Steiermark die geomorphologischen Verhältnisse genau umgekehrt: Im Norden erheben sich die schroffen Berge der Nördlichen Kalkalpen, sanfter geformtes Gelände hingegen, neben Schiefer unterlagert von Quarzphylliten und Phylloniten, liegt südlich des Flusslaufes. Dort passiert die Enns das Dachsteingebirge, den Grimmingstock und das Tote Gebirge jeweils an deren Südseite, bevor sie schließlich bei Admont vollständig in die Kalkalpen eintritt. Zwischen Admont und Hieflau durchbricht die Enns in einer etwa 15 km langen Schlucht, dem Gesäuse, zunächst den Kalkstock der Ennstaler Alpen (Gesäuseberge).
Danach biegt sie im Landltal nach Norden ab, nimmt die Wässer eines ihrer beiden Hauptnebenflüsse, der Salza, auf und bildet ein Durchbruchstal durch die Kalkalpen, das Oberösterreichisches Ennstal genannt wird. Das Bundesland Oberösterreich erreicht sie an der Einmündung des Laussabachs. Hier liegen links des Flusses das Reichraminger Hintergebirge, rechts die Ybbstaler Alpen und die Eisenwurzen, Berglandschaften, die zunehmend voralpinen Charakter annehmen.
Um die alte Eisenstadt Steyr bildet die Enns die Grenze zwischen Oberösterreich und Niederösterreich. Bei Steyr mündet der gleichnamige Fluss Steyr, der zweite große Nebenfluss. Dort verlässt die Enns schließlich auch die Alpen und tritt in das Alpenvorland ein.
Vor den Alpen bildet sie am Unterlauf das sanfte und vergleichsweise kurze Untere Ennstal im Traun-Enns-Riedelland. Wenige Kilometer nördlich der Stadt Enns mündet der mittlerweile ca. 100 m breite Fluss bei Mauthausen in die Donau.
Die Enns ist über weite Strecken ein typischer Wildwasserfluss. Sie hat mit 6084 km² (5940 km² nach Sikora 1988) das fünftgrößte Einzugsgebiet Österreichs. Die Wasserführung beträgt im Mittellauf bei Admont im Jahresmittel ca. 80 m³ pro Sekunde, an der Mündung mehr als 200 m³/s.

Lauf der Enns
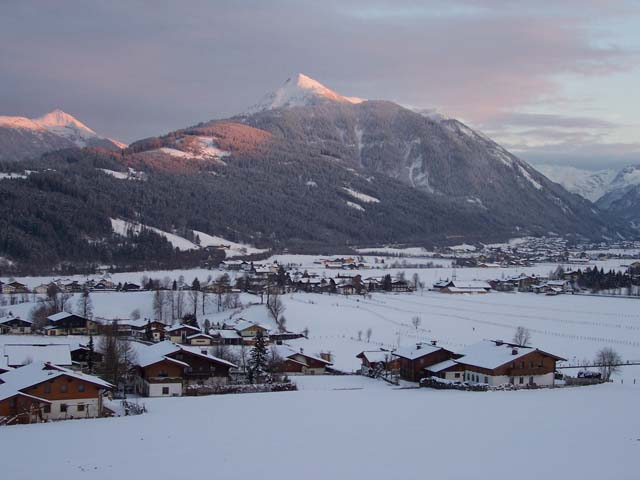
Radstädter Becken und Flachauer Tal
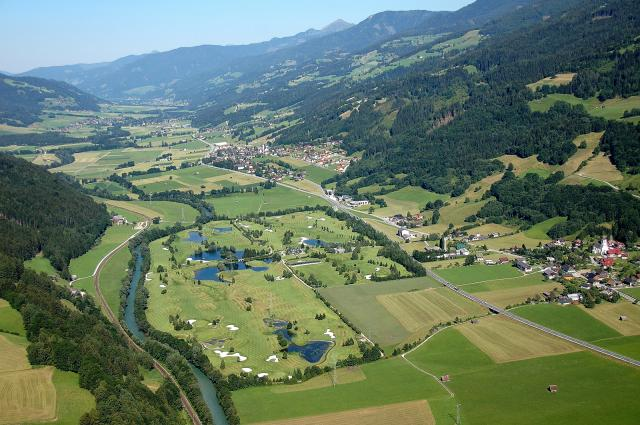
Steirische Enns bei Haus
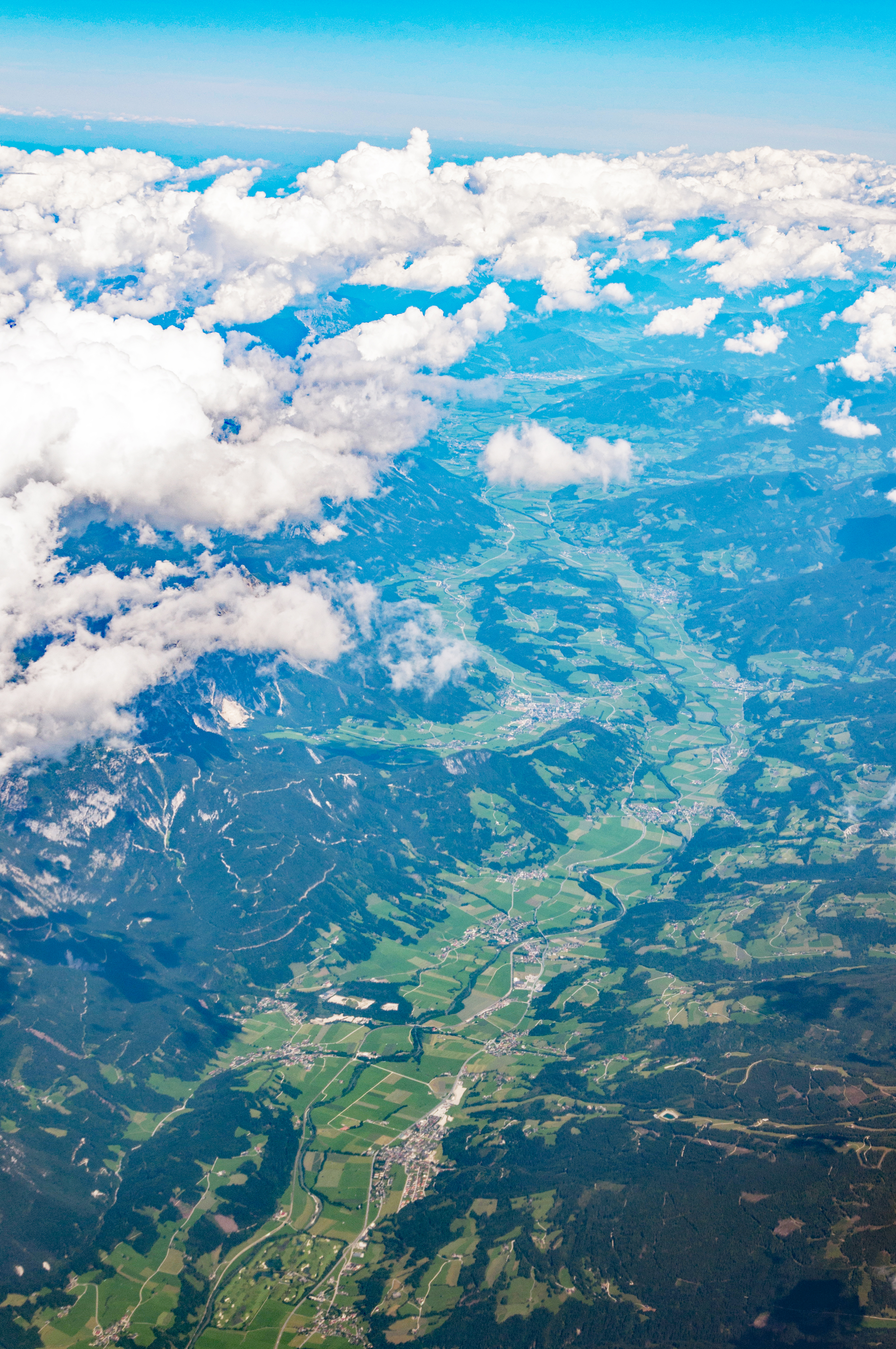
Luftbild der Steirischen Enns bei Haus
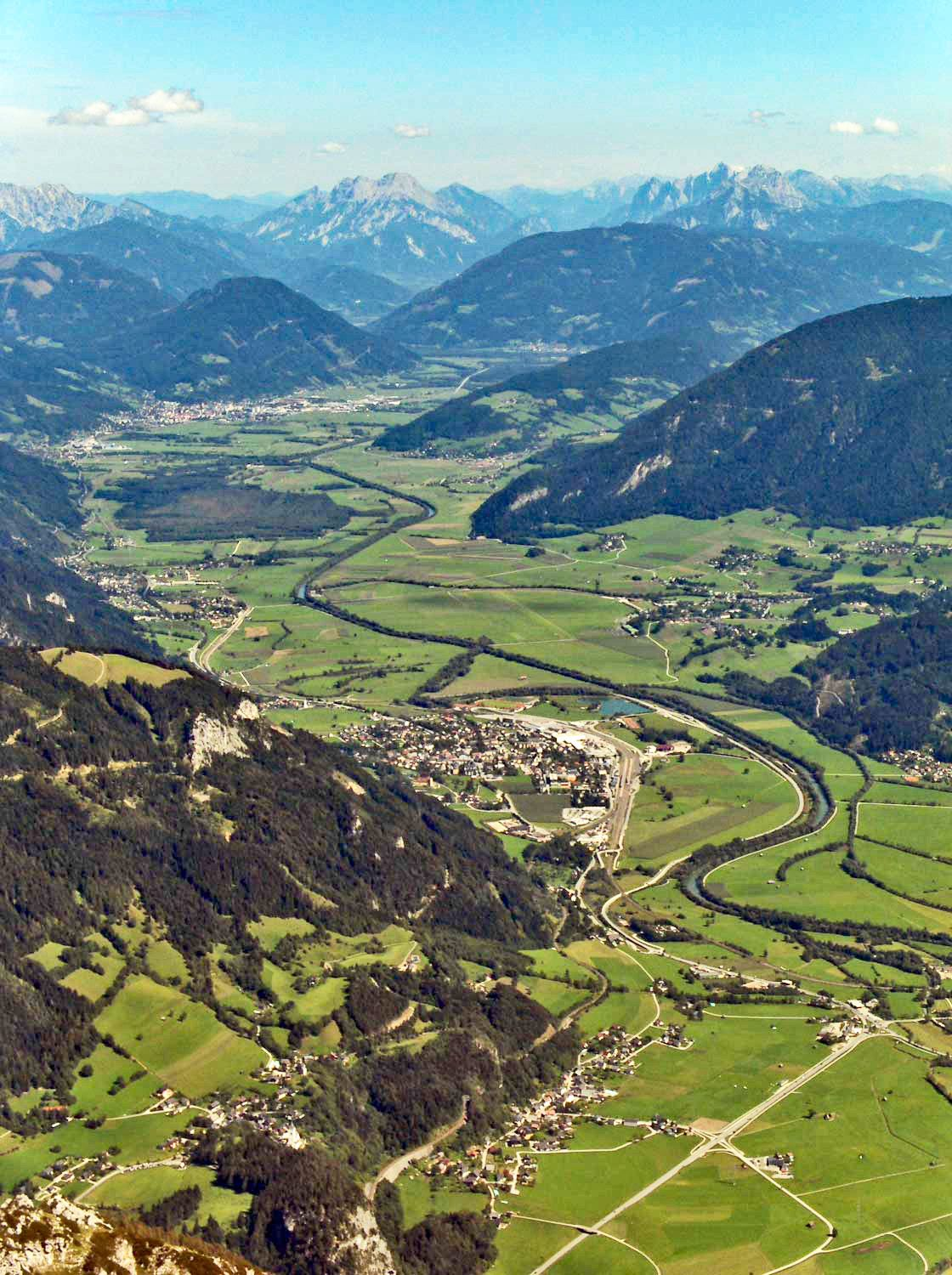
Steirische Enns bei Stainach und Liezen
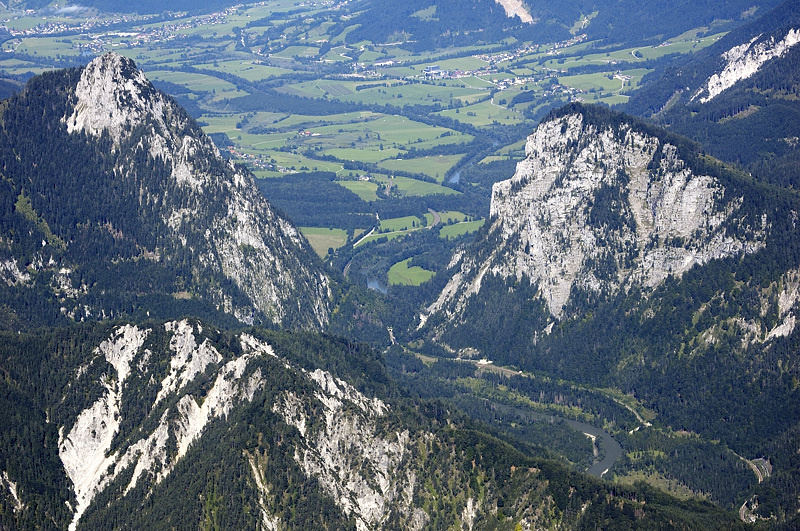
Um Admont
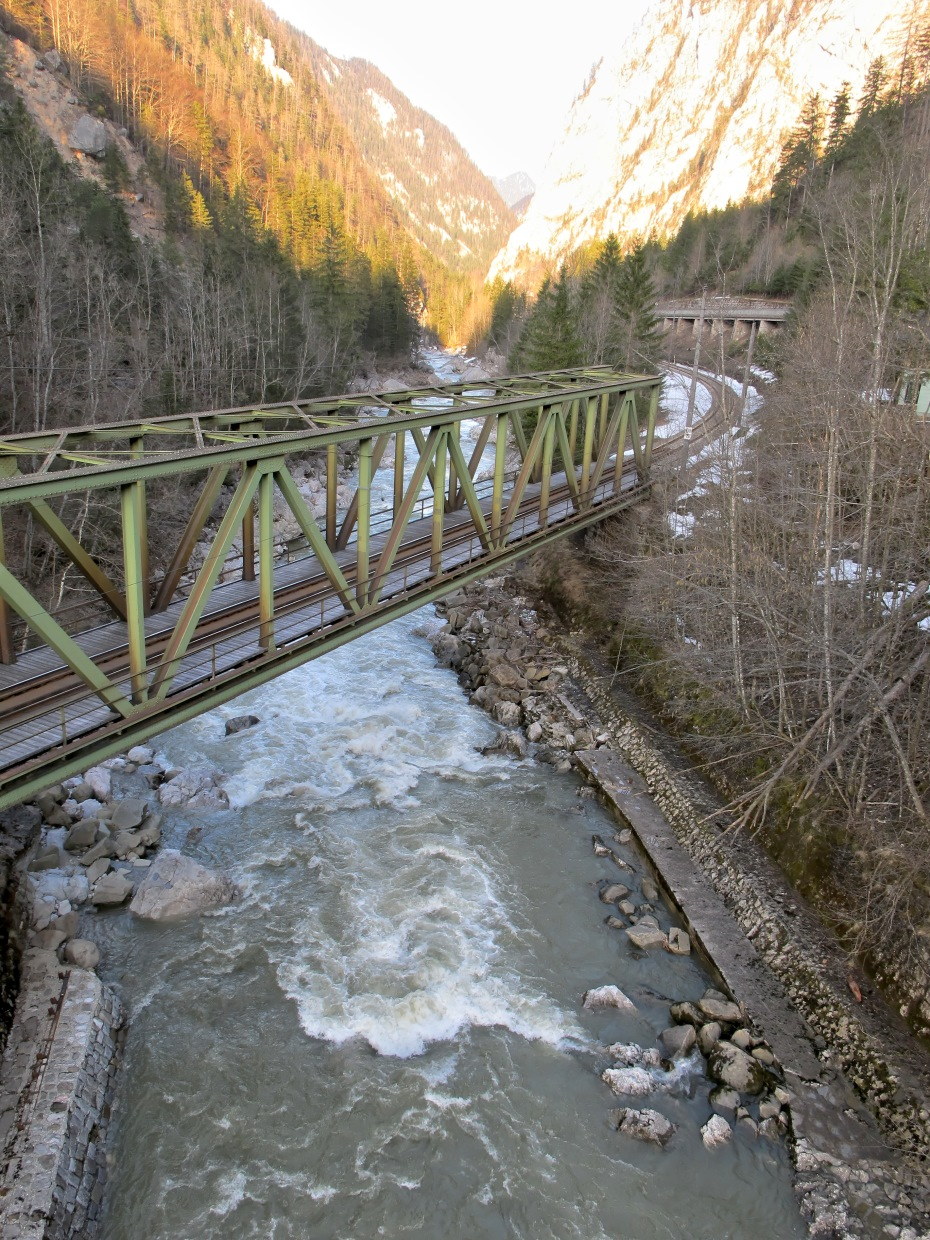
Im Gesäuse
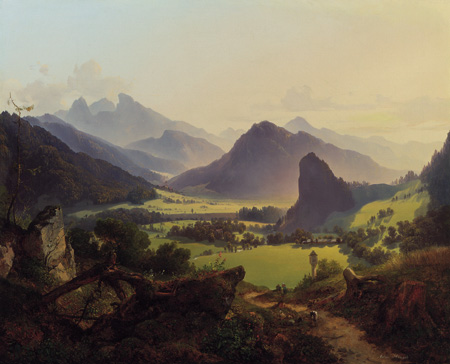
Das Landltal (1837)
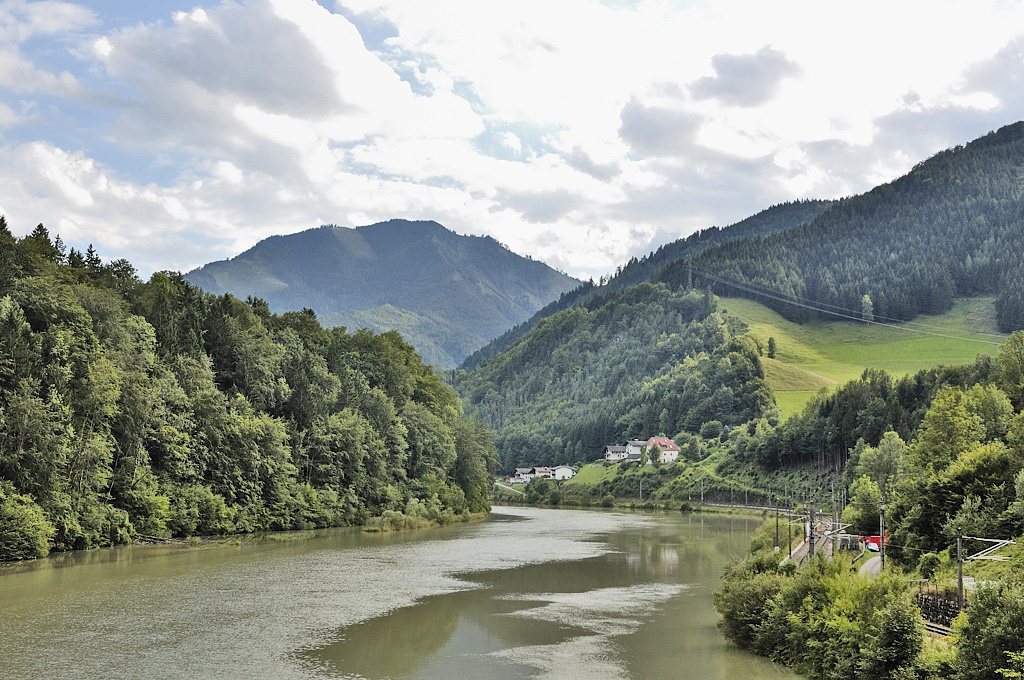
Oberösterreichische Enns bei Kleinreifling
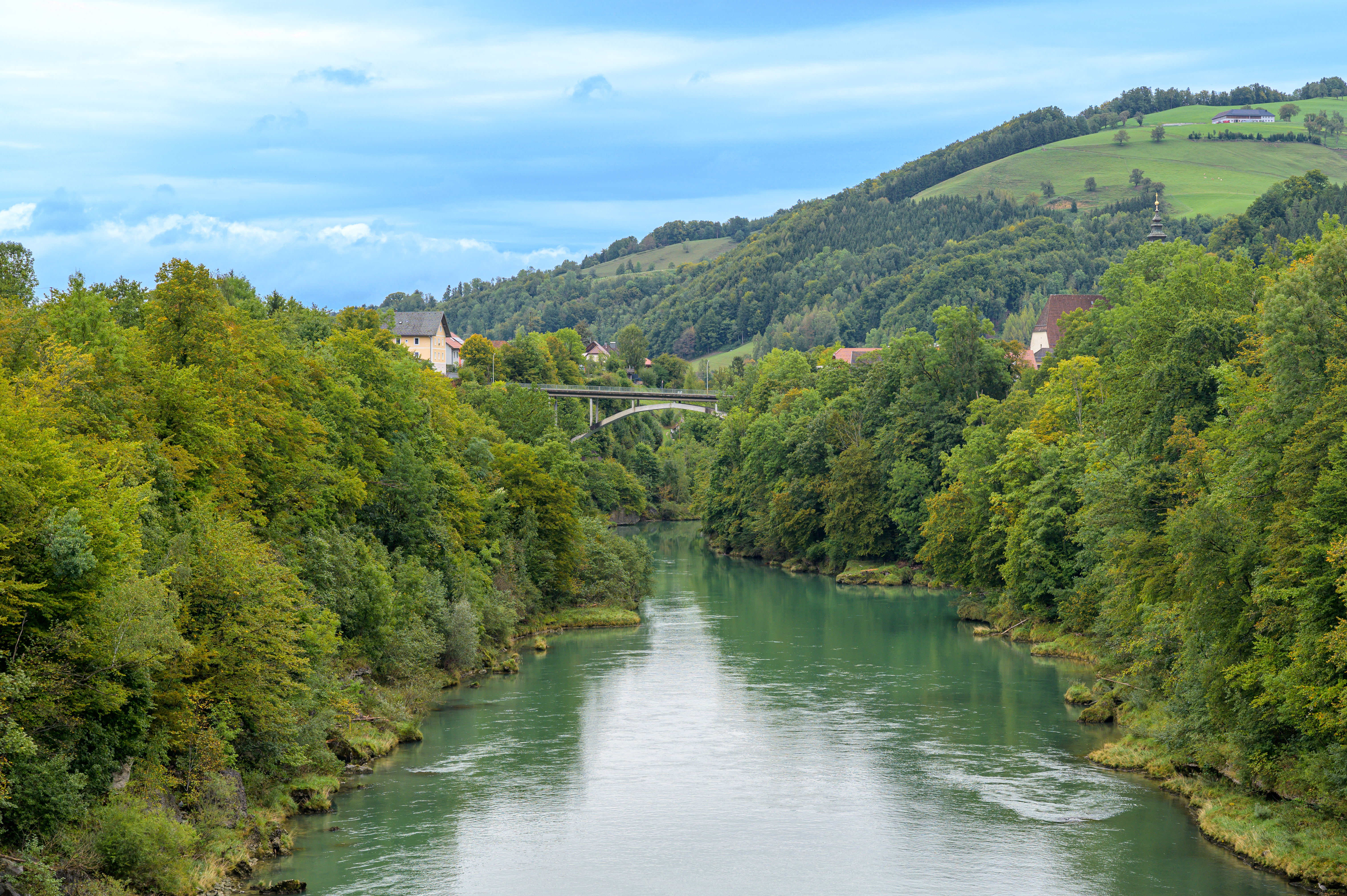
Enns nach dem Kraftwerk Ternberg
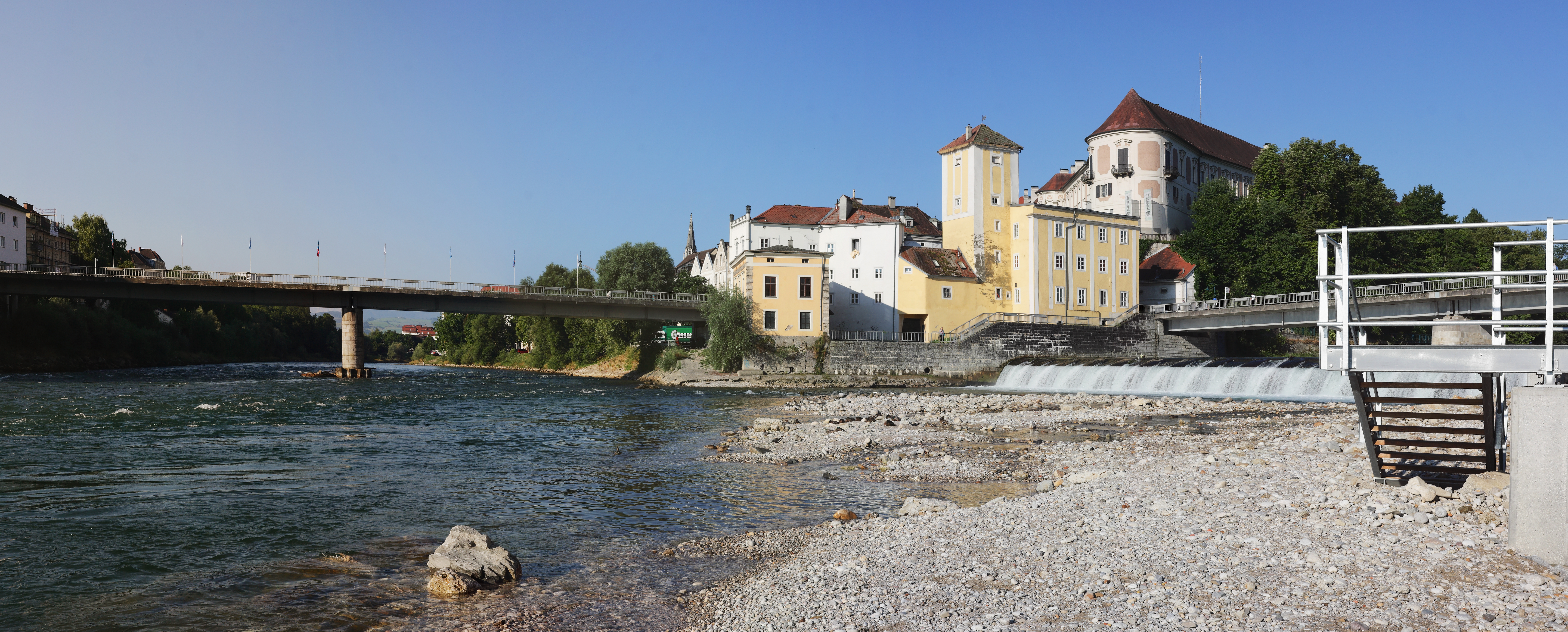
Blick von einer Schotterbank auf die Steyrmündung (rechts)
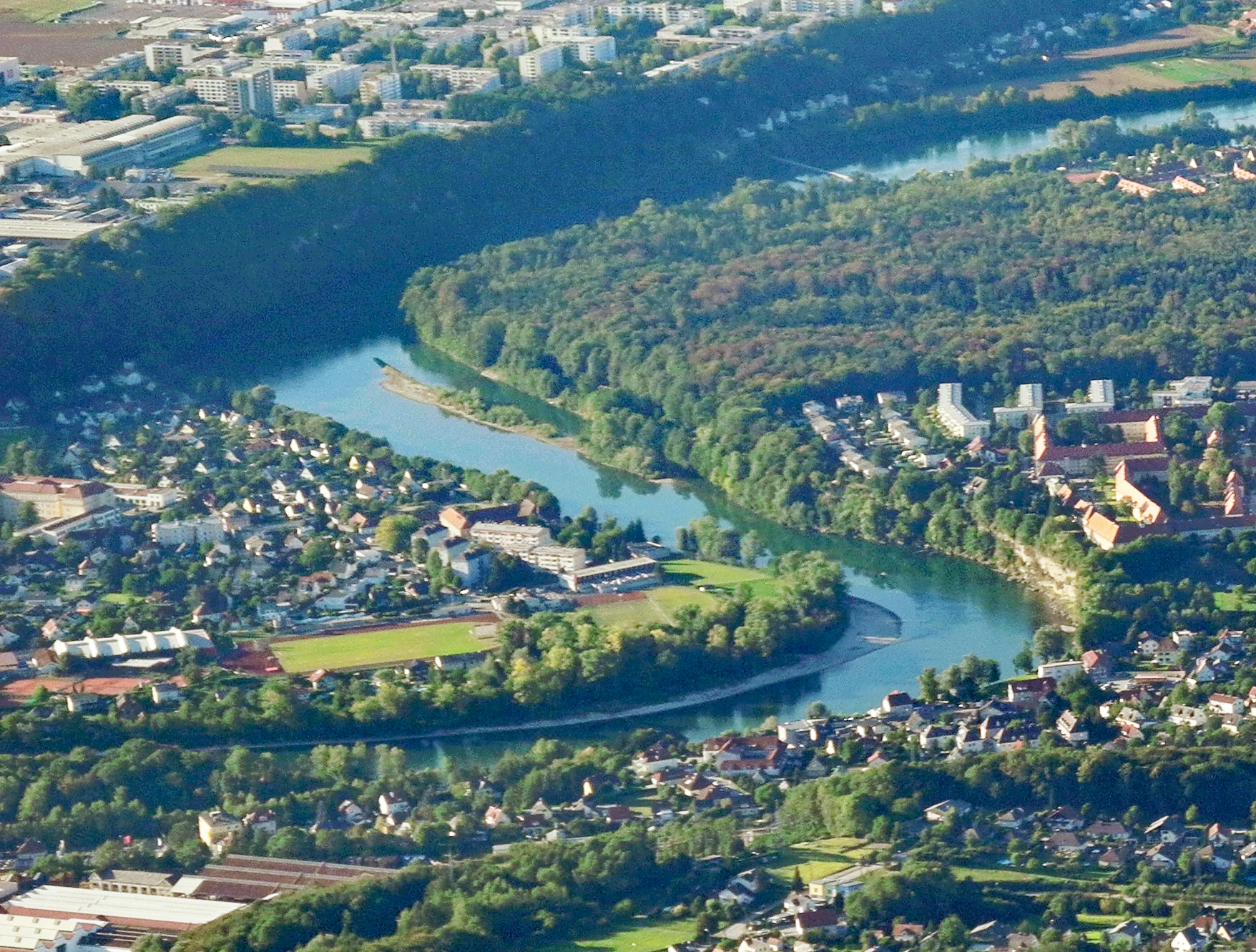
Ennsknie mit dem Konglomerat-Steilabfall Münichholz
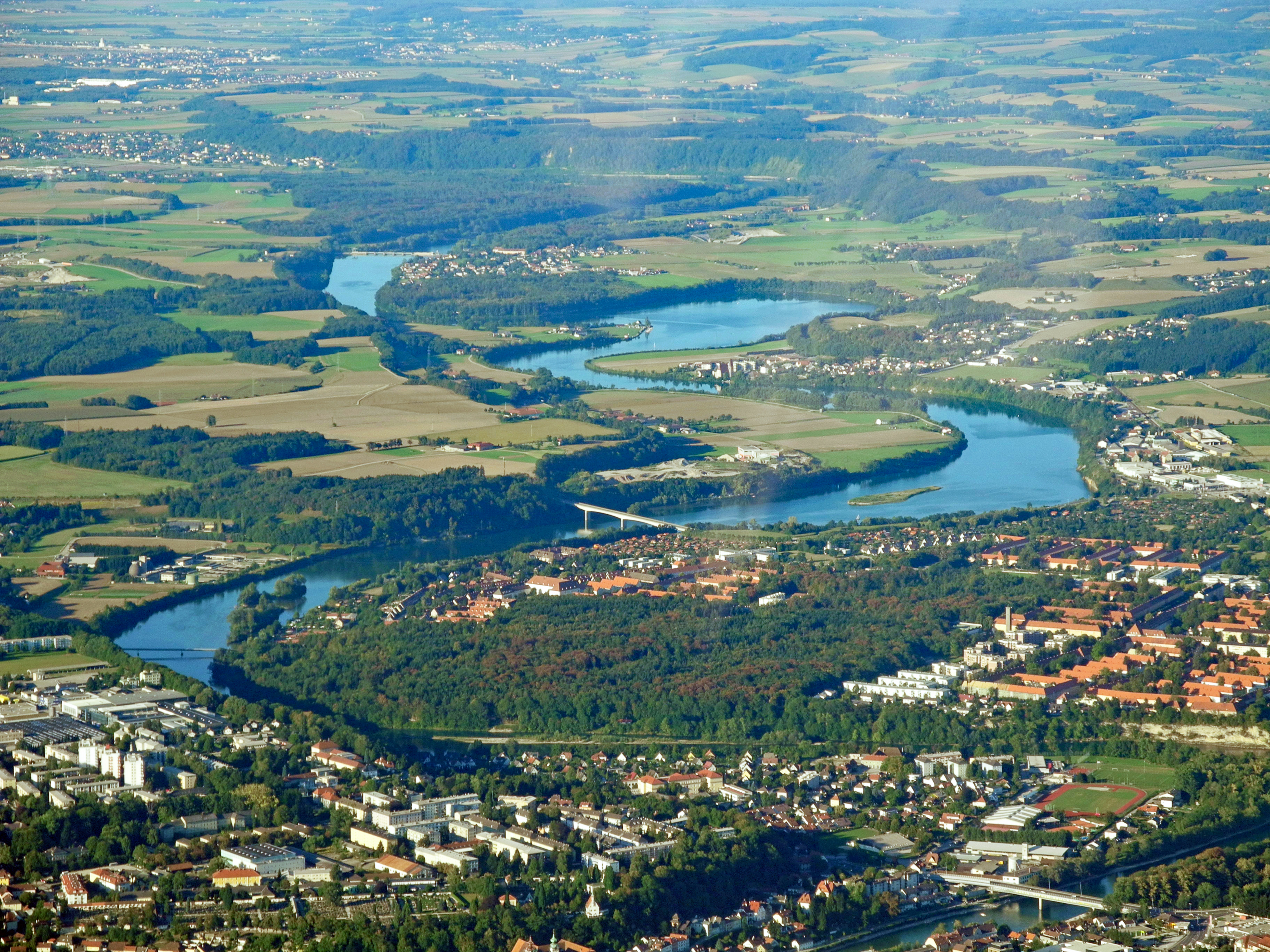
Ennsstausee Staning
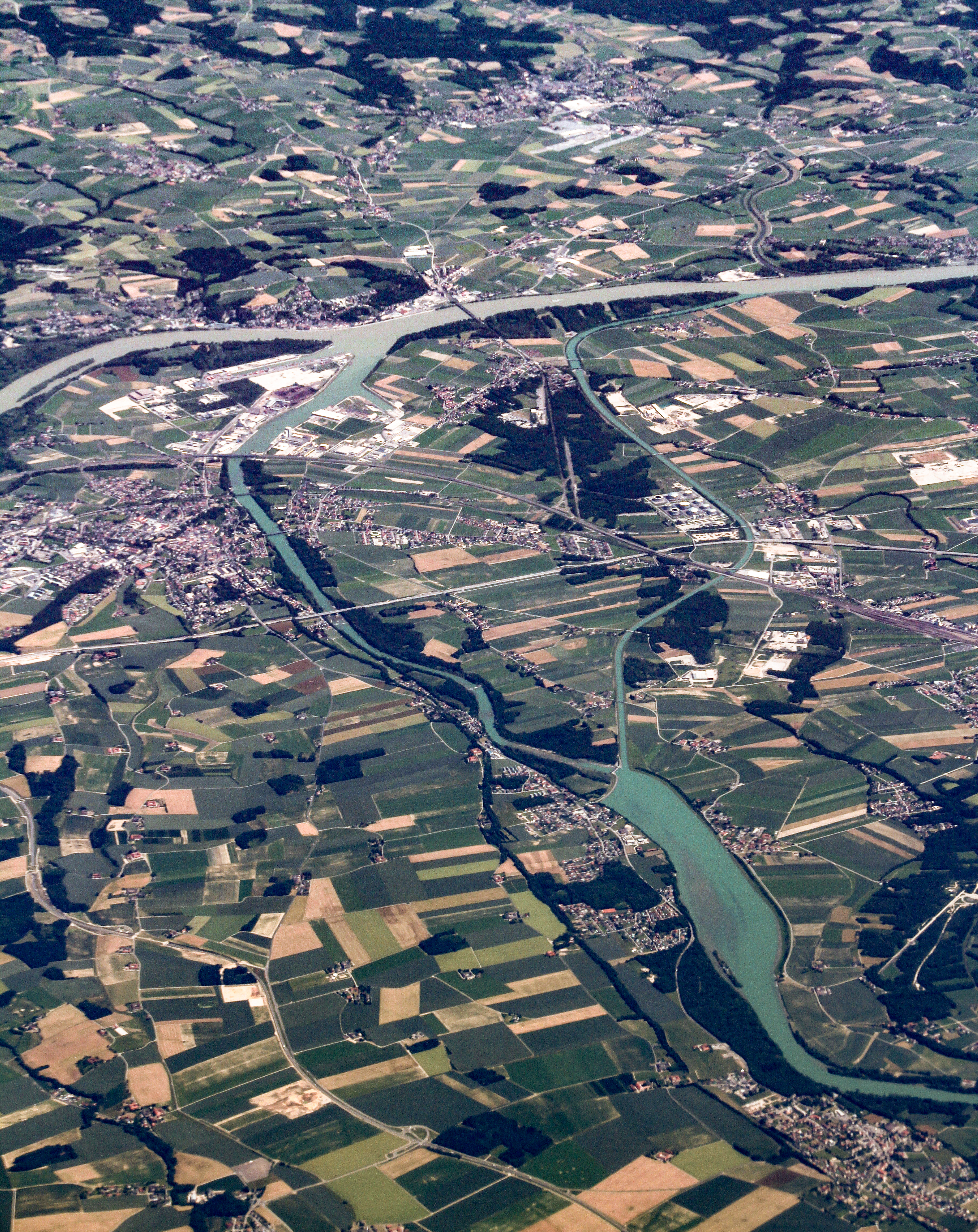
Untere Enns, Donaumündung

## Geschichte

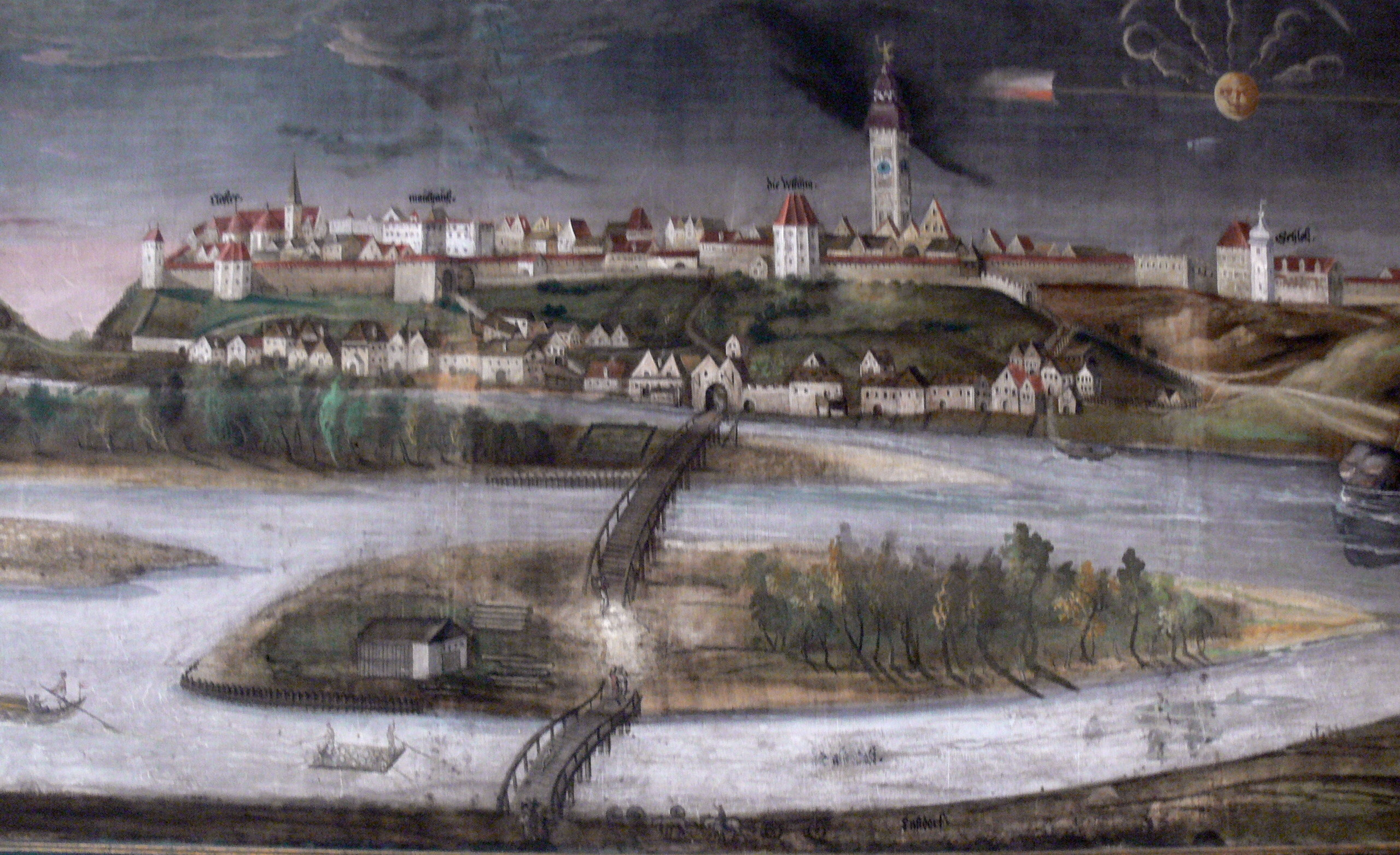
Enns bei Enns (Caspar Vischer, 1593)

Der Unterlauf der Enns bildete vom 6. Jahrhundert bis zur Entstehung des „Landes ob der Enns“ (Oberösterreich) die Ostgrenze des ursprünglichen Herzogtums Bayern. Das Gebiet der unteren Enns gehörte anfangs zum Traungau, dann bildete sich um die Handelsstadt Steyr die Steyrmark, in der sukzessive südwärts in das Slawengebiet missioniert wurde und sich auch Landnahme vollzog, wie das Namesgut zeigt, wohl weitgehend friedlich und über lange Zeit nebeneinander. Zuerst war Stift Admont, bis heute bedeutender Grundbesitzer, das Zentrum, später Graz, womit im Laufe des Mittelalters und der frühen Neuzeit der Name auf das obere Innerösterreich, das Herzogtum Steyer, die heutige Steiermark überging. Gleichzeitig war sie auch die Ostgrenze Baierns zum sich entwickelnden Herzogtum Österreich, zu dem sukzessive bairische Gebiete kamen, und war dann über viele Jahrhunderte die Grenze zwischen den österreichischen Landesteilen Österreich ob der Enns und Österreich unter der Enns. Mit dem Wachsen der Steiermark und Kärntens gab auch das über den Oberlauf missionierende Erzstift Salzburg, souveränes geistliches Reichsfürstentum, das dann erst 1803 (erst mal) ins Erzherzogtum Österreich aufging, sukzessive Gebiete an Österreich ab. Die Stadt Radstadt, die sich die „allzeit Getreue“ nennt, blieb aber immer salzburgisch, sodass der Oberlauf bis heute zum Land Salzburg gehört.
Das Ennstal war von alters her eine der Hauptrouten des Alpentransits, womit zahlreiche Orte im und um das Ennsgebiet wichtige Handels- und Verkehrsorte wurde. Seit der Bronzezeit war der Handel des Salzkammergut-Salzes südwärts von Bedeutung. Seit dem Mittelalter war die Enns eine der wichtigen innerösterreichischen Transitregionen. Insbesondere wurde über Jahrhunderte das Eisen des Erzbergs über die Enns verteilt, sodass sich hier und in der benachbarten Eisenwurzen die Kleineisenindustrie entwickelte, die eines der zentralen wirtschaftlichen Standbeine der Habsburgermonarchie war („Waffenkammer des Kaisers“). Ab dem Hochmittelalter wurden sukzessive Enns und viele Ennszubringer für die Holzgewinnung für die Eisenindustrie erschlossen (Klausen und Holzrechen).
Mitte des 19. Jahrhunderts wurde begonnen, durch Kanalisierung auf der rund 70 km langen Strecke zwischen Weißenbach und dem Gesäuse land- und forstwirtschaftliche Nutzflächen zu erhalten. Hier haben sich einige Feuchtgebietreste als bedeutende Naturschutzgebiete erhalten.
Insgesamt wurden an der steirischen Enns fünf Kraftwerke mit einer Gesamtleistung von 146 MW durch die STEWEAG sowie an der oberösterreichischen Enns zehn Kraftwerke mit einer Gesamtleistung von 408 MW durch die Ennskraftwerke AG errichtet.
In der Wiederaufbauzeit verlief durchs mittlere Ennstal die gefürchtete Gastarbeiterroute, mit dem Bau der Tauern Autobahn über den Oberlauf und der Pyhrn Autobahn, die den Verkehr quer zum Ennstal lenkt, nahm der durchs Tal etwas ab. Seit nach den EU-Erweiterungen der Weitverkehr in den Balkanraum über die Ebenen des Donauraums führt, dient das Tal überwiegend dem kleinräumigeren in den Ostalpen zwischen Bayern, Slowenien und Oberitalien.
Damit ist die Enns eine zentrale Region der oberösterreichischen, steirischen und salzburgischen, wie auch niederösterreichischen Landesgeschichte, und auch der Geschichte Mitteleuropas.

## Größere Ortschaften am Fluss

### Im Land Salzburg
- Flachau
- Altenmarkt im Pongau
- Radstadt

### In der Steiermark
- Schladming
- Haus im Ennstal
- Liezen
- Selzthal
- Admont

### In Oberösterreich

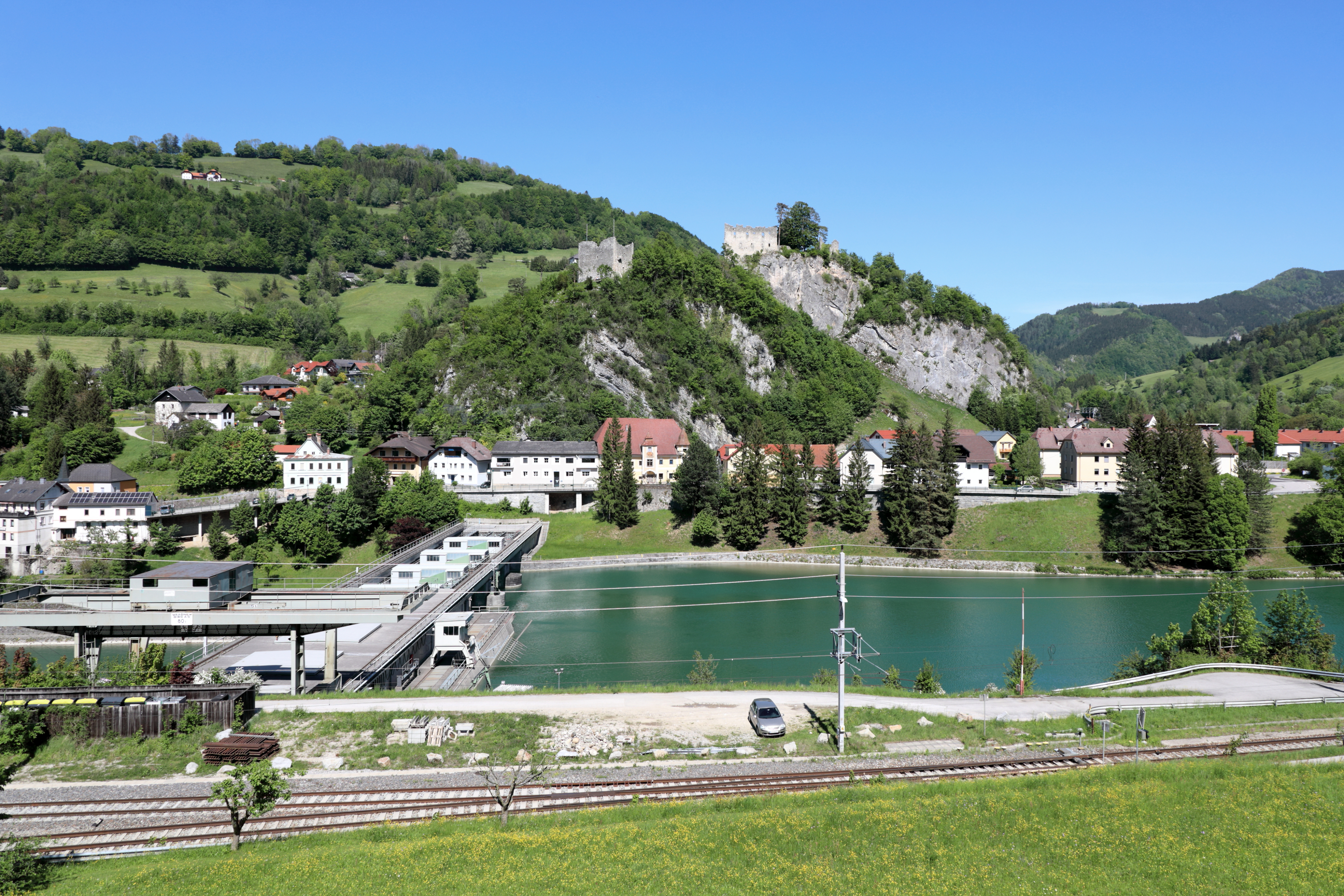
Losenstein mit dem 1962 errichteten Kraftwerk und im Hintergrund die Burgruine Losenstein

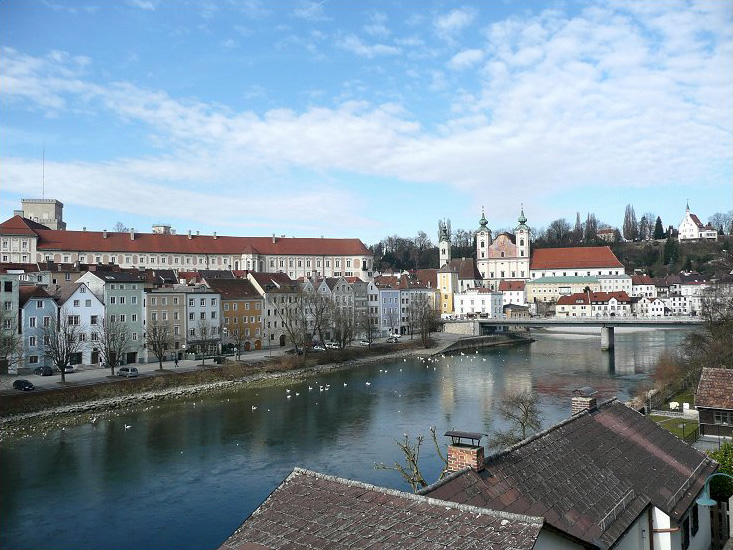
Die Enns in Steyr

- Weyer
- Großraming
- Reichraming
- Losenstein
- Ternberg
- Garsten
- Steyr
- Enns

## Wasserkraftwerke

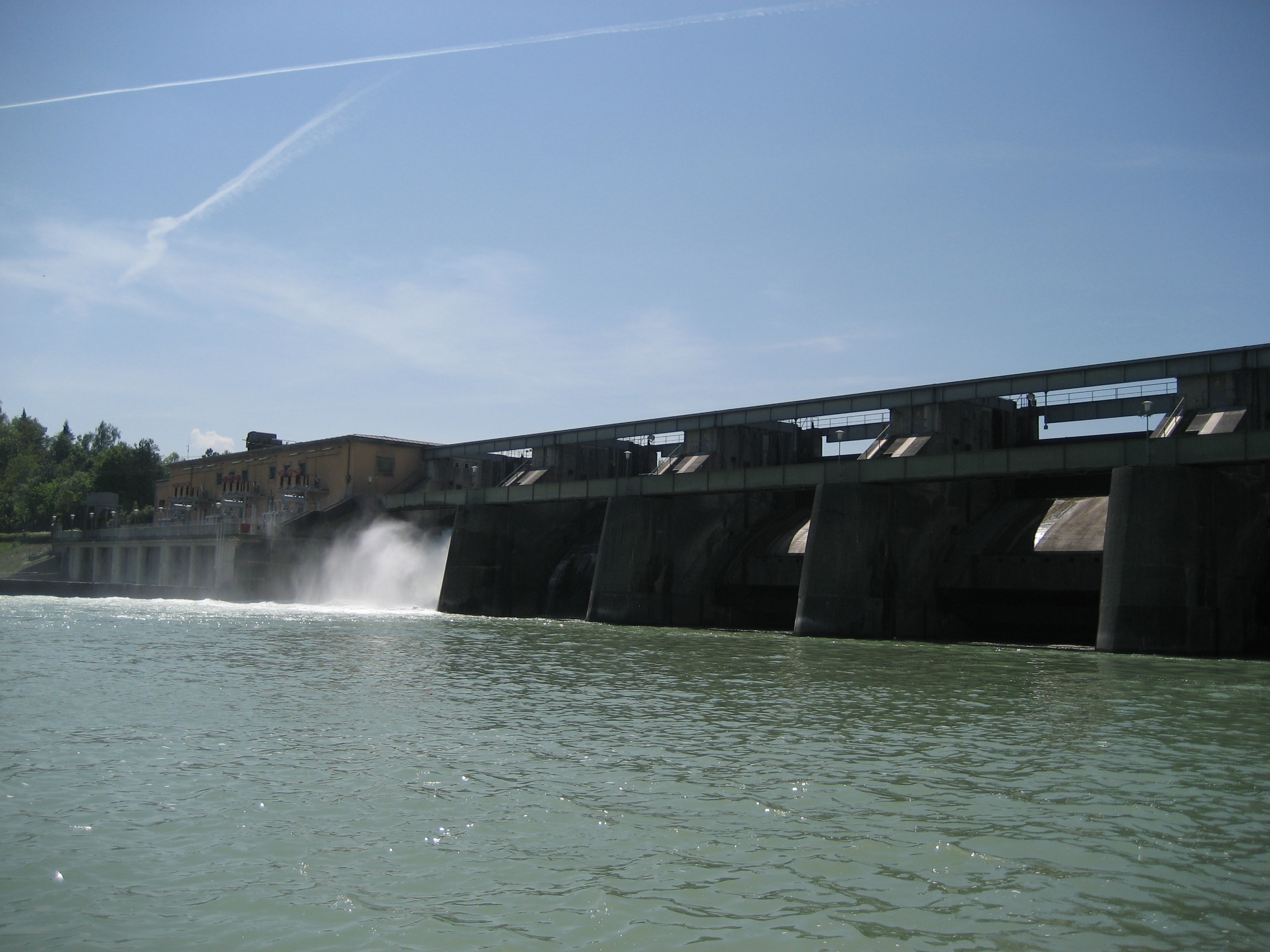
Das Kraftwerk Staning liegt knapp unterhalb von Steyr zwischen Dietach (Oberösterreich) und Haidershofen (Niederösterreich) (2009)

Gegenwärtig gibt es 17 Wasserkraftwerke an der Enns. Flussabwärts gesehen sind dies:
| Name               | Leistung (MW) | Jahreserzeugung (Mio. kWh) | Gemeinde                    |
| ------------------ | ------------- | -------------------------- | --------------------------- |
| Gstatterboden      | 02            | 006,8                      | Admont                      |
| Hieflau            | 63            | 388                        | Landl                       |
| Landl              | 25            | 135,5                      | Landl                       |
| Krippau            | 30            | 173,5                      | Landl                       |
| Altenmarkt         | 26            | 165,9                      | Altenmarkt bei Sankt Gallen |
| Schönau            | 30            | 122,8                      | Weyer                       |
| Weyer              | 37            | 159,6                      | Weyer                       |
| Großraming         | 72            | 270,7                      | Reichraming                 |
| Losenstein         | 39            | 170                        | Losenstein                  |
| Ternberg           | 40            | 169,7                      | Ternberg                    |
| Rosenau            | 34            | 145,5                      | Garsten                     |
| Garsten-St. Ulrich | 38            | 162,5                      | St. Ulrich bei Steyr        |
| Staning            | 43            | 203,2                      | Haidershofen                |
| Mühlrading         | 25            | 111,8                      | Kronstorf                   |
| Thurnsdorf         | 03            | 015,3                      | St. Valentin                |
| St. Pantaleon      | 52            | 261,6                      | St. Pantaleon-Erla          |
| Enns               | 00,9          | 006,95                     | Enns                        |

Es gibt für 3 Stellen Bestrebungen der Firmen Envesta Energie und Energie Steiermark, weitere Flusskraftwerke zu errichten. Bis Oktober 2024 wurden von Projektgegnern 3000 Unterschriften gesammelt, mit dem Ziel noch freie Fließstrecken zu erhalten.

## Zuflüsse
Die größten Nebenbäche der Enns sind:
| Name                      | Mündungsseite | Mündungsort                 | Einzugsgebiet in km² |
| ------------------------- | ------------- | --------------------------- | -------------------- |
| Pleißlingbach             | rechts        | Flachauwinkl                | 49,01000             |
| Zauchenbach               | rechts        | Altenmarkt im Pongau        | 37,13000             |
| Taurach                   | rechts        | Radstadt                    | 88,34000             |
| Mandling                  | links         | Mandling                    | 68,90000             |
| Forstaubach               | rechts        | Gleiming                    | 64,67000             |
| Preuneggbach              | rechts        | Pichl                       | 35,92000             |
| Talbach                   | rechts        | Schladming                  | 136,38000            |
| Weißenbach                | links         | Weißenbach bei Haus         | 44,31000             |
| Sölkbach                  | rechts        | Stein an der Enns           | 285,52000            |
| Walchenbach               | rechts        | Oblarn                      | 38,54000             |
| Salzabach (Salza)         | links         | Niederöblarn                | 247,05000            |
| Donnersbach (Irdningbach) | rechts        | Irdning                     | 188,75000            |
| Grimmingbach              | links         | Trautenfels                 | 91,02000             |
| Leistenbach               | links         | Stainach                    |                      |
| Gulling                   | links         | Wörschach                   | 156,49000            |
| Weißenbach                | links         | Weißenbach bei Liezen       | 38,51000             |
| Pyhrnbach                 | links         | Liezen                      | 44,24000             |
| Palten                    | rechts        | Pürgschachen                | 376,50000            |
| Eßlingbach                | links         | Admont                      | 34,90000             |
| Johnsbach                 | rechts        | Gesäuse                     | 65,34000             |
| Erzbach                   | rechts        | Hieflau                     | 255,99000            |
| Schwabelbach              | rechts        | Lainbach                    | 37,43000             |
| Salza                     | rechts        | Großreifling                | 868,30000            |
| Weißenbach (Billbach)     | links         | Weißenbach bei St. Gallen   | 89,12000             |
| Laussabach                | links         | Altenmarkt bei Sankt Gallen | 94,78000             |
| Gaflenzbach               | rechts        | Weyer                       | 92,58000             |
| Neustiftbach              | rechts        | Großraming                  | 68,53000             |
| Reichraming               | links         | Reichraming                 | 170,71000            |
| Steyr                     | links         | Steyr                       | 917,35000            |
| Raming                    | rechts        | Steyr                       | 71,41000             |

## Schifffahrt

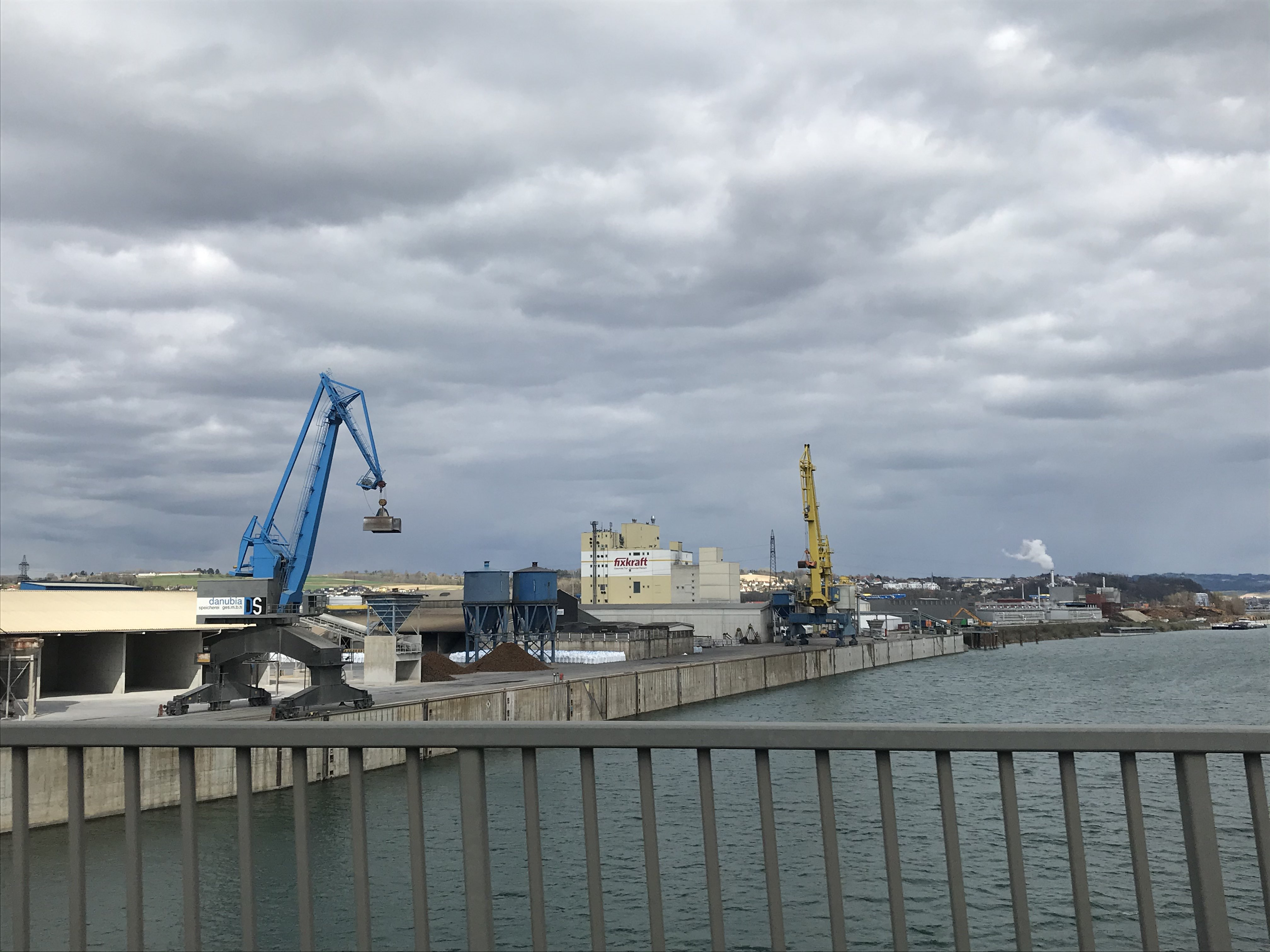
Kräne im Ennshafen

Nur die letzten Kilometer der Enns sind wie die Donau Bundeswasserstraße.
Etwa 1 km vor der Mündung der Enns in die Donau befindet sich der 1979–1994 errichtete Ennshafen mit dem auf ober- und niederösterreichischer Seite bestehenden Industriegebiet.
Im Juli 2020 wurde der Speicherei Danubia der weltgrößte Typ Hydraulikbagger geliefert, der zum Umschlag von Schüttgut zwischen Schiff und Schiene oder Straße dient. Der Typ 895E Hybrid wurde vom Hersteller Sennebogen aufgebaut, wird von einem Elektromotor angetrieben, wiegt 410 t, fährt vierbeinig auf 2 Schienen, ist 42 m hoch, hebt 50 t und kostet 3–4,5 Mio. €.
Vom Mittelalter bis ins 19. Jahrhundert wurde auf der unteren Enns die Flößerei zum Transport des am Erzberg gewonnenen Eisenerzes und anderen Waren mit Holzflößen betrieben. 1566 hatte Enns den größten Hafen zwischen Passau und Wien. Der Hafen Enghagen wurde 1826 geschlossen.

## Verkehr im Ennstal
Durch das obere Ennstal verläuft mit der Ennstal-Straße B 320 eine wichtige Transitstraße von Deutschland nach Slowenien.
Im Abschnitt zwischen Hieflau und Enns verläuft weiters die Eisenstraße entlang des Flusses.
Die Enns wird im oberen Abschnitt von der Ennstalbahn und ab Selzthal bis St. Valentin von der Rudolfsbahn begleitet, über welche der Erztransport vom steirischen Erzberg in die Stahlhütte der Voestalpine in Linz erfolgt. In Stainach-Irdning mündet die Salzkammergutbahn in die Ennstalstrecke und bei Selzthal die Pyhrnbahn in die Rudolfsbahn. In Hieflau mündet die Erzbergbahn und bei Kastenreith zweigt die Zweigstrecke der Rudolfsbahn nach Amstetten ab.